# All That Reckoning
All That Reckoning è un album del gruppo musicale canadese Cowboy Junkies, pubblicato nel 2018.
L'album presenta undici nuove canzoni incentrate su "cuori vuoti, nidi vuoti, sentieri perduti, vite perse e tutta la resa dei conti che determina il fine delle cose, e l'inizio di qualcos'altro. Le canzoni sono sulla resa dei conti a livello personale e sulla resa dei conti a livello sociale ", come affermato da Michael Timmins.

## Tracce
1. All That Reckoning (Part 1) – 3:52
2. When We Arrive – 4:31
3. The Things We Do to Each Other – 3:56
4. Wooden Stairs – 4:22
5. Sing Me a Song – 4:20
6. Mountain Stream – 4:51
7. Missing Children – 3:40
8. Shining Teeth – 4:41
9. Nose Before Ear – 4:15
10. All That Reckoning (Part 2) – 4:29
11. The Possessed – 3:23